# Бигфло и Оли
Бигфло и Оли (фр. Bigflo & Oli) — французский хип-хоп-дуэт.
Дуэт составляют братья из города Тулузы — Флориан Ордоньес по прозвищу Бигфло и Оливио Ордоньес по прозвищу Оли. Их отец аргентинец, родители матери алжирцы.
Бигфло с 10 лет учился играть на ударных, Оли же предпочёл трубу.
Впервые братья заставили заговорить о себе в декабре 2011 года, когда видео фристайл-баттла с участием молодых никому не известных рэперов Big Flo и Oli собрало 180 тысяч просмотров за три недели.

## Дискография

### Альбомы
| Год  | Альбом             | Чарты | Чарты    | Чарты    | Чарты | Сертификации |
| Год  | Альбом             | FRA   | BEL (Fl) | BEL (Wa) | SUI   | Сертификации |
| ---- | ------------------ | ----- | -------- | -------- | ----- | ------------ |
| 2014 | Le trac            | 49    | —        | —        | —     |              |
| 2015 | La cour des grands | 2     | 123      | 6        | 19    |              |
| 2017 | La vraie vie       | 1     | 179      | 1        | 5     |              |
| 2018 | La vie de rêve     | 2     | 129      | 2        | 6     |              |

### Синглы
| Год  | Название                                 | Чарты | Чарты    | Чарты | Альбом         |
| Год  | Название                                 | FRA   | BEL (Wa) | SUII  | Альбом         |
| ---- | ---------------------------------------- | ----- | -------- | ----- | -------------- |
| 2014 | «Monsieur tout le monde»                 | 146   | —        | —     | Le trac        |
| 2015 | «Nous aussi»                             | 120   | —        | —     | Le trac        |
| 2015 | «Comme d’hab»                            | 63    | Tip:5    | —     | —              |
| 2015 | «Gangsta»                                | 168   | —        | —     | Le trac        |
| 2016 | «Mytho»                                  | 25    | Tip:5    | —     | La vraie vie   |
| 2016 | «Pour un pote» (featuring Jean Dujardin) | 23    | Tip:18   | —     | La vraie vie   |
| 2017 | «La vraie vie»                           | 152   | Tip:22   | —     | La vraie vie   |
| 2017 | «Alors alors»                            | 50    | Tip:27   | —     | La vraie vie   |
| 2017 | «Dommage»                                | 11    | 46       | 88    | La vraie vie   |
| 2017 | «Papa» (featuring Fabian Ordonez)        | 138   | —        | —     | La vraie vie   |
| 2018 | «Demain» (with Petit Biscuit)            | 5     | Tip:4    | 91    | La vie de rêve |
| 2018 | «Plus tard»                              | 52    | 7        | —     | La vie de rêve |
| 2019 | «Promesses»                              | 100   | —        | —     | TBA            |